# HD-MTX
HD-MTX или HD-Mtx — (H)igh (D)ose (M)e(T)hotre(X)ate — принятый в онкогематологии акроним (аббревиатура) для режима химиотерапии с применением высокодозного метотрексата. Часто HD-MTX используется как второй элемент последовательности при последовательной высокодозной химиотерапии при терапии рецидивов агрессивных лимфом, лимфогранулематоза. Предыдущим элементом последовательности обычно бывает HD-CYC, а следующими элементами — HDAC и HD-ETO.
HD-MTX имеет также и другие применения в онкогематологии, например, при рецидивах неходжкинских лимфом или лимфогранулематоза в ЦНС, при первичном вовлечении ЦНС в опухолевый процесс, при первичной лимфоме ЦНС.
В комбинации с ритуксимабом этот режим называется R-HD-MTX или R-HD-Mtx.

## Режим дозирования
| Препарат    | Доза             | Путь введения        |
| ----------- | ---------------- | -------------------- |
| Ритуксимаб  | 375 мг/м2        | Внутривенная инфузия |
| Метотрексат | ~2500-8000 мг/м2 | Внутривенная инфузия |